# Desa Margoyoso (administrativ by i Indonesien, lat -7,57, long 110,06)
Desa Margoyoso är en administrativ by i Indonesien.   Den ligger i provinsen Jawa Tengah, i den västra delen av landet, 400 km öster om huvudstaden Jakarta.